# Bye Bye (canción de Vilma Palma e Vampiros)
«Bye Bye» es una canción  interpretada por la banda argentina de rock Vilma Palma e Vampiros, que está incluida en su álbum debut de estudio del mismo nombre y lanzada como segundo sencillo del mismo en diciembre de 1991.

## Origen y significado
La canción fue escrita por Mario "Pájaro" Gómez y Jorge Risso, y la letra refleja la dificultad de dejar ir a una persona amada y la lucha interna que esto conlleva.

## Lista de canciones

### CD - Promo
| Bye Bye (Dejame) — Sencillo |                    |          |  |
| N.º                         | Título             | Duración |  |
| 1.                          | «Bye Bye (Dejame)» | 3:58     |  |

## Posiciones en las listas
| Listas                                     | Posición |
| ------------------------------------------ | -------- |
| Estados Unidos Billboard Hot Latin Tracks  | 98       |
| Estados Unidos Billboard Latin Pop Airplay | 25       |

## Premios y nominaciones
| Año  | Publicación          | País          | Lista                                               | Puesto |
| ---- | -------------------- | ------------- | --------------------------------------------------- | ------ |
| 2009 | Rock en las Américas | Latinoamérica | Las 120 mejores canciones del rock hispanoamericano | 7°     |